# کریس بیچ (بازیکن فوتبال، زاده ۱۹۷۵)
کریس بیچ (انگلیسی: Chris Beech؛ زادهٔ ۵ نوامبر ۱۹۷۵) بازیکن فوتبال اهل بریتانیا است.
از باشگاه‌هایی که در آن بازی کرده‌است می‌توان به باشگاه فوتبال دونکستر راورز، باشگاه فوتبال روترهام یونایتد، باشگاه فوتبال کارلایل یونایتد، باشگاه فوتبال منچستر سیتی، و باشگاه فوتبال کاردیف سیتی اشاره کرد.